# Torre del Infantado
La Torre del Infantado es una fortificación ubicada en la localidad cántabra de Potes (España), a los pies de los Picos de Europa.

## Historia
De fundación atribuida a la familia de la Lama, fue construida en el siglo XIV. Perteneció a Tello, Señor de Liébana, hermano del rey Enrique II, e hijo de Alfonso XI. A partir del siglo XVI, y tras una serie de enfrentamientos por la posesión del señorío, fue casa solar de Íñigo López de Mendoza, Marqués de Santillana, y de sus descendientes, la casa ducal del Infantado. Finalmente quedaría en manos de los Duques de Osuna, quienes la vendieron en 1868.
Actualmente este edificio es un centro de exposiciones.
Este edificio es Bien de Interés Cultural desde 1985.

## Descripción
Está construida principalmente por sillarejo, se encuentra reforzada con sillería en las esquinas y los vanos. Está compuesta por cuatro cuerpos y una azotea con cornisa, que soporta una barbacana corrida rematada por almenas. En las esquinas hay cuatro pequeñas torres almenadas.
En la fachada principal asoma un gran balcón, bajo el cual se encuentra la entrada a la torre a la que se llega ascendiendo una escalinata. En las cuatro fachadas hay pequeñas ventanas adinteladas.
Un patio central ilumina las estancias interiores, lo cual es un detalle inusual en las fortalezas cántabras. Su presencia se asocia a una reforma llevada a cabo por los Duques del Infantado, en el siglo XVI, aplicando al castillo un estilo italianizante, propio de los palacios castellanos de la época.
Tras de un largo proceso de restauración, en marzo de 2011 se abre al público todo el edificio de 6 plantas con estancias distribuidas en torno a un patio central. Las exposiciones permanentes que se pueden visitar tratan sobre la vida y obra del abad Beato de Liébana en el siglo VIII y sobre los diferentes beatos, con una exposición de facsímiles de algunos códices sobre el Apocalypsis y la reproducción de un scritorium. El visitante también puede acceder al mirador almenado de la torre, donde se puede ver una amplia panorámica de la villa de Potes y el Valle de Liébana.